# Kolatsche

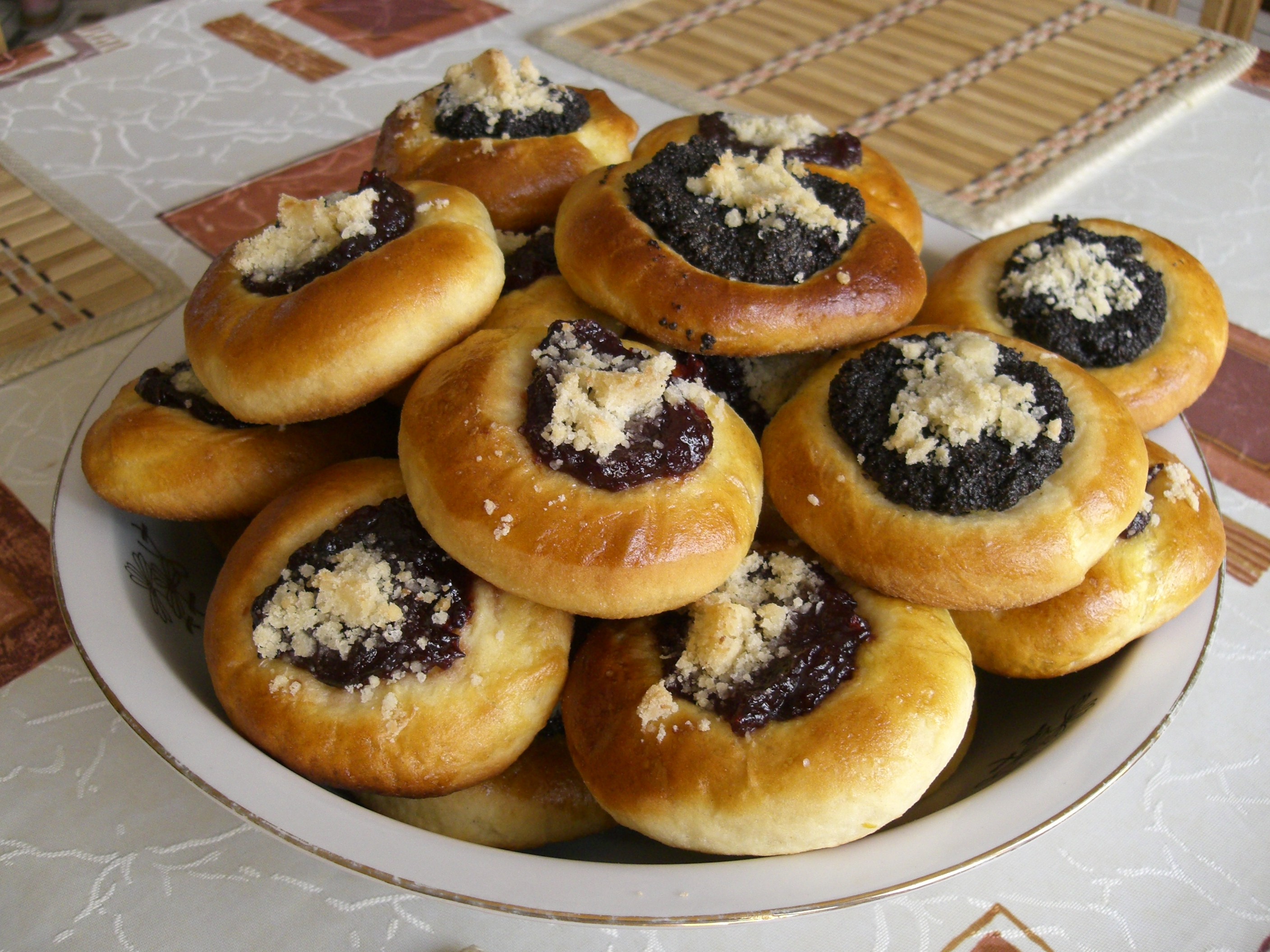
Tschechische Kolatschen mit Mohn und Powidl

Die Kolatsche, auch Golatsche, koláč (tschechisch, slowakisch), kolač (slowenisch, serbisch, bosnisch und kroatisch) kołacz (polnisch), кала́ч/колач (russisch und ukrainisch), kalács (ungarisch), Klo:tsch (Siebenbürgisch-Sächsisch) oder koiletsch (jiddisch) ist ein spezifischer runder Kuchen altslawischen Ursprungs mit Mohn-, Topfen- (österreichisches Hochdeutsch) bzw. Quark- (bundesdeutsches Hochdeutsch) oder Pflaumenmus-Füllung (Deutschland) bzw. Powidl-Füllung (Österreich), der eine Rolle im Hochzeitsritual spielt(e) und heute auch im Alltag verzehrt wird.

## Herkunft und Begriff
Das österreichische Wort Kolatsche (auch Golatsche) ist dem tschechischen koláč entlehnt, das vom slawischen Wort für „Rad“ (kolo) abgeleitet ist (tschechisch kolo, polnisch koło, ukrainisch коло). Das Wort koláč/kołacz usw. bedeutet in diversen slawischen Sprachen auch allgemein „Kuchen“. Hier ist jedoch ein spezielles Gebäck und damit Kolač/Kołacz in einer spezifischen Bedeutung gemeint.
Ursprünglich war die Kolatsche ein Brot, das dem Brautpaar zur Hochzeit überreicht wurde. Sie war oft mit einem Kreuz verziert und hatte eine rituelle und symbolhafte Bedeutung. Später wandelte sie sich zu einem süßen Gebäck, behielt aber vorerst ihre Bedeutung als rituelles Gebäck bei. Heute werden Kolatschen auch im Alltag verspeist. Regional gibt es unterschiedliche Varianten.

## Tschechischer Koláč

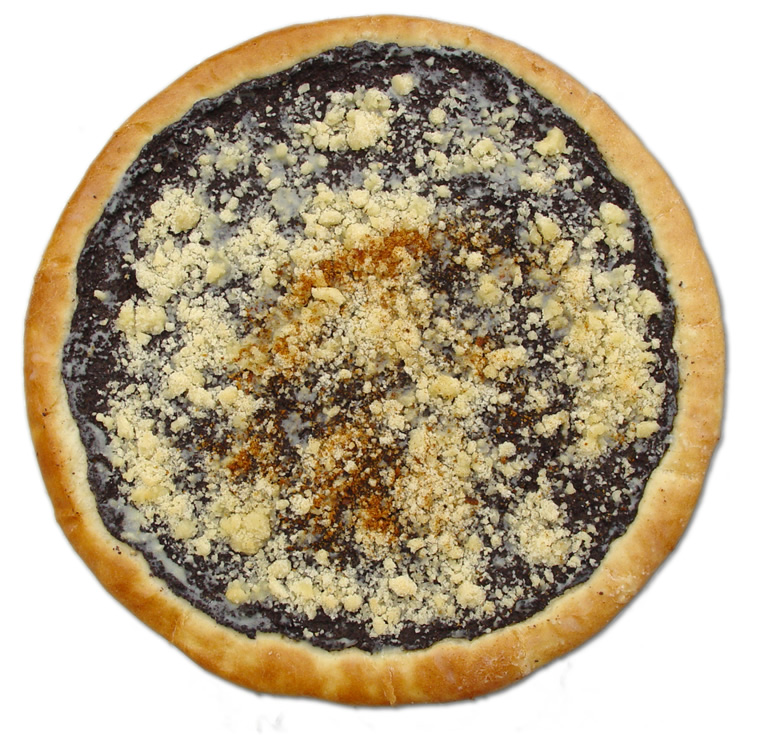
Frgál mit Mohn

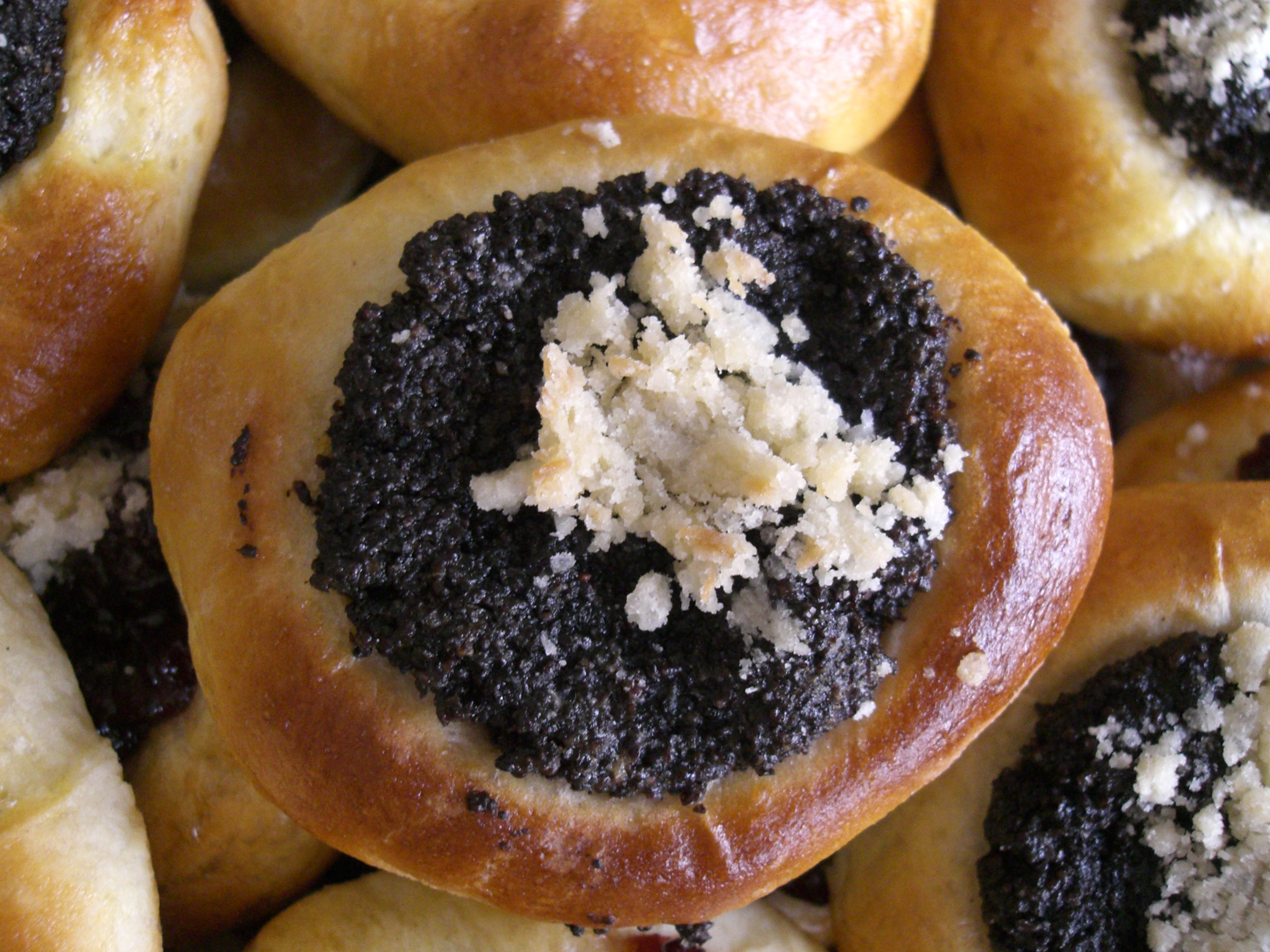
Mohn-Koláček

Die tschechischen Kolatschen werden aus einem Hefeteig mit Fett und Eiern hergestellt. Rund ausgestochene Teigplatten werden mit einer Füllung belegt und ohne Form gebacken. Die Füllung kann aus einer Mohnzubereitung, Quarkzubereitung, Nussmus, Pflaumenmus, Marmelade, Früchten oder aus Kombinationen davon bestehen. Möglich sind auch Dekorationen mit Mandeln, Rosinen oder Streuseln. Die Quarkzubereitung wird durch das Verrühren von Quark, Zucker, Eigelb, evtl. auch Butter, Stärkemehl und Gewürzen hergestellt. Die Mohnzubereitung besteht aus gemahlenem Mohn, Milch und Zucker, die gekocht und danach mit Gewürzen wie Zimt, Vanille, Mandeln, Gewürznelken oder Rum abgeschmeckt wird. Der Kolač hat meist um die 10 cm Durchmesser. Es gibt auch eine kleine Variante, den Koláček, mit einem Durchmesser von etwa 5 cm.
Eine Besonderheit ist der mährische Valašský Frgál (auch bekannt als Egerländer oder Chodský koláč), ein Koláč von etwa 30 cm Durchmesser, der bei besonderen Anlässen wie Hochzeiten und Volksfesten ohne Form gebacken wird. Gefüllt ist er mit Birnen-, Mohn-, Quark-, Pflaumenzubereitungen, mit Erdbeeren oder Aprikosen. Der Frgál wird außerdem mit Streuseln belegt. Ursprünglich kam er mit der Auswanderung von Personen aus der rumänischen Walachei nach Mähren in die Mährische Walachei und wird dort auch heute noch gebacken.

## Polnischer Kołacz bzw. Kołaczyk
In Polen wurden süße Kołaczyki (zum Teil mit Cremefüllung) dem Brautpaar als Hochzeitsgabe überreicht. Das Hochzeitsbrot Chleb weselny oder der Hochzeitskuchen Kołacz weselny bestehen aus einem süßen Hefeteig und sind stark verziert mit symbolhaften Vögeln und Blumen.
Ein süßer Kołaczyk mit „Weißkäse“ ist weit verbreitet, oft auch mit Pflaumen oder Apfel.
Jedoch überwiegen in der polnischen Küche herzhafte Füllungen mit Zwiebeln, Sauerkraut und dem Schafsfrischkäse Bryndza. Kołaczyki dieser Art dienen meist als Beilage zu Suppen wie zu rotem Barszcz oder zur Pilzsuppe.
Der Kołocz śląski aus Oberschlesien bezeichnet ein Gebäck mit Apfel, Mohn und Streusel. Begrifflich wird er oft vermengt mit dem Schlesischen Streuselkuchen.

## Österreichische Kolatsche

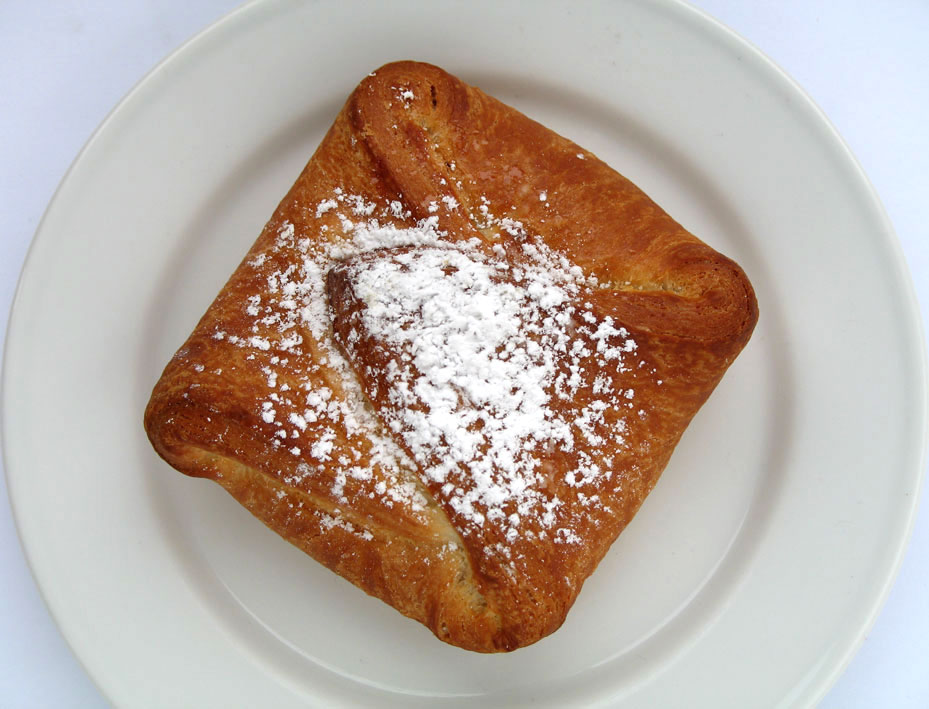
Eine viereckige Topfenkolatsche in Wien

Bei der österreichischen Mehlspeise bzw. dem Feingebäck Kolatsche (auch Golatsche) ist die Füllung jedoch, anders als bei Kołacz und Koláč, oben mit Teig geschlossen. Daher wird sie umgangssprachlich auch als Tascherl bzw. Datscherl oder Datschgerl bezeichnet. Diese Form ist in Österreich nach wie vor verbreitet.
Österreichische Kolatschen werden aus einem festen, süßen Germteig/Hefeteig mit einer Topfen/Quark-Füllung, bestehend aus Topfen/Quark, Zucker, Eigelb und Rosinen, zubereitet. In anderen Gegenden werden Kolatschen auch aus Plunderteig oder Blätterteig hergestellt. Sie werden dann oft einfach als Plunder bezeichnet, z. B. entsprechend ihrer Füllung mit Topfen/Quark als Topfenplunder. Füllungen können neben Topfen/Quark auch Powidl/Pflaumenmus, Pudding, Äpfel, Marillen/Aprikosen, Nüsse, Mohn, Kirsch- oder Vanillecreme sein. In Österreich und Deutschland ist im Gegensatz zur im slawischen Raum verbreiteten runden Form die quadratische Form vorherrschend.
Erwähnt wurde die Kolatsche bereits im Granatapfel-Kochbuch (1687) von Eleonora Maria Rosalia von Liechtenstein im Rezept „Die guten böhmischen Golatschen“. Im „Appetit-Lexikon“ (1894) von Robert Habs und Leopold Rosner findet man die böhmischen Kolatschen als Karlsbader oder Troppauer Kolatschen. Die österreichische Kochbuchautorin Katharina Prato beschreibt sie als Gebäck in runder oder viereckiger Form mit Topfen ohne Zucker, mit Mandeln, mit Weinbeerln/Weintrauben und Lebkuchen, mit Rosinen oder mit Mohn-, Nuss- oder Zwetschkenfülle.
Von Wien aus fanden die Kolatschen auch im 18. Jahrhundert nach Dänemark, wo sie unter der Bezeichnung Wienerbröd (Wienerbrot) bzw. Kopenhagener Gebäck im englischsprachigen Raum auch als Danish pastry bekannt wurden.

## Колач und Кала́ч im osteuropäischen Raum

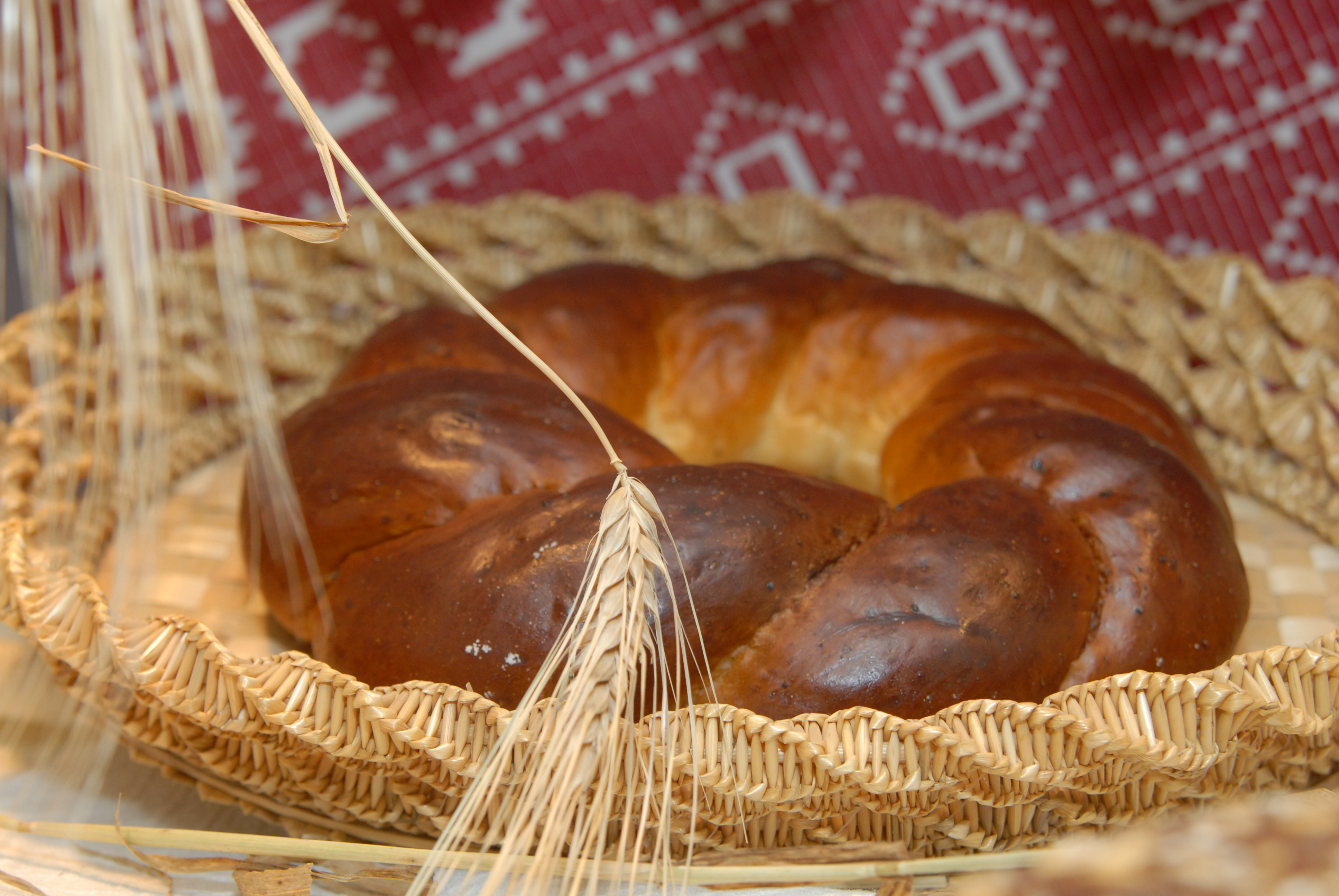
Калач, die russische Kolatsche

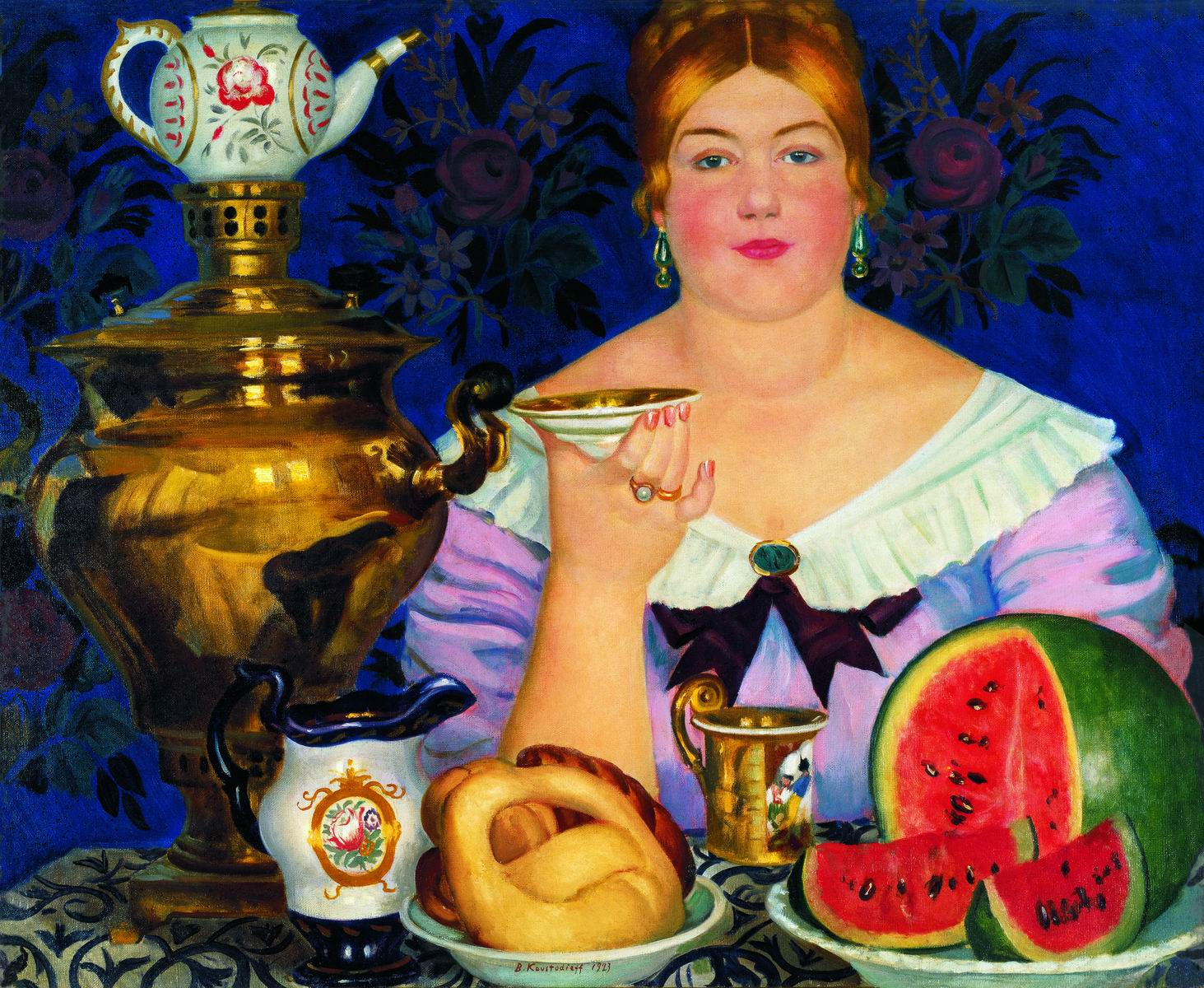
Boris Kustodijew: Die Frau des Kaufmanns trinkt Tee, 1923, im Vordergrund eine Leningrader Kolatsche

Die als Kolatsch und Kalatsch bezeichneten Gebäcke, die im osteuropäischen Raum gebacken werden, bezeichnen trotz der großen semantischen Ähnlichkeit begrifflich ein etwas anderes Feld als die tschechischen, polnischen und österreichischen Kolatschen. Die Bedeutung reicht bis hin zu „weißes Weizenbrot“ in der Form von Vorhängeschlössern (Moskauer und Leningrader Kolatsche) und „Semmelbrösel“. In der Ukraine gibt es auch die Watruschki, die von der Form her den tschechischen Kolatschen ähneln.
Das Gebäck besteht ebenfalls aus süßem Hefeteig und ist rund, oft ringförmig, und wird aus mehreren Teigsträngen zopfartig geflochten. Diese werden durchaus kunstvoll geformt. Füllungen mit Mohn, Zucker und Sesam sind üblich. Auch Kolatsch bzw. Kalatsch sind traditionell mit der Hochzeitsfeier verbunden. Auf dem Gebäck angebrachte Dekorationen in Form von Blumen, Mustern oder Zweigen sollen Schadenszauber abhalten.
Eine weitere Form des Kalatsch ist der Московский калач oder auch Ленинградский калач, die Moskauer bzw. Leningrader Kolatsche. Die Moskauer Kolatsche ist ein Brötchen aus einem salzigen Hefeteig, das aus einer Rolle zu einem unsymmetrischen Ring geformt und an seiner dicksten Stelle in horizontaler Richtung aufgeschnitten wird. Die Leningrader Kolatsche dagegen ist ein süßes Brötchen und enthält Zucker und Fett. Sie wird aus einer runden Teigplatte gefertigt, indem in diese z. B. mit einer Tasse ein halbkreisförmiger Schnitt eingestanzt wird. Der so entstehende halbkreisförmige Lappen wird umgebogen. Gebacken sehen beide Kolatschen ähnlich aus und erinnern in ihrer Form an Handtaschen oder Vorhängeschlösser. Beide Kolatschen können mit ihrem Loch auf Stangen aufgefädelt und so aufbewahrt werden.

## Jüdischer Koiletsch
Die deutschsprechenden Juden und Jüdinnen Südrusslands stellten zopfförmige Gebäcke namens Koiletsch und Koritko her. Auch der Koiletsch hat eine rituelle Funktion während der Hochzeit. Nachdem das Paar den Hochzeitsbaldachin verlassen hat bzw. sich zum ersten Mal allein in einem Raum befindet, tanzt noch einmal eine ältere Tante mit dem Koiletsch (wie mit einem Tanzpartner) einen chassidischen Tanz und fragt: „Vas villstu?“ (jiddisch „Was willst du?“) Gemeint ist: „Die Braut oder das Brot?“ Der Koiletsch wird beschrieben als Laib mit vielen Drehungen und Wendungen (“twists and turns”) und wurde in den USA auch am Sabbat zu Mittag verspeist.
Das pîrim koiletsch ist der Kuchen bzw. das Weißbrot zum jüdischen Purimfest.

## Kolač auf dem Balkan

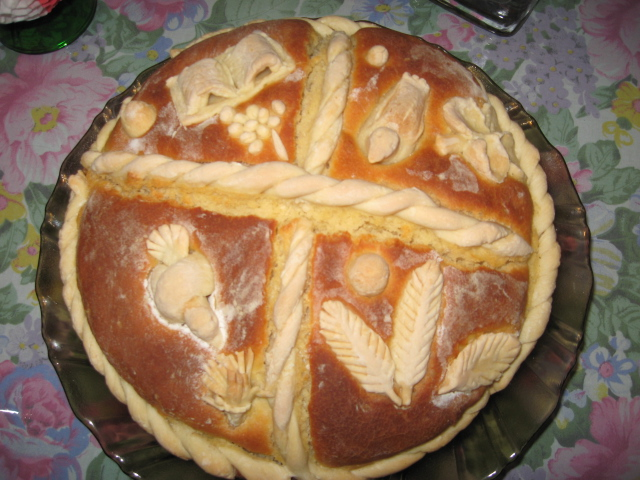
Slavski Kolač

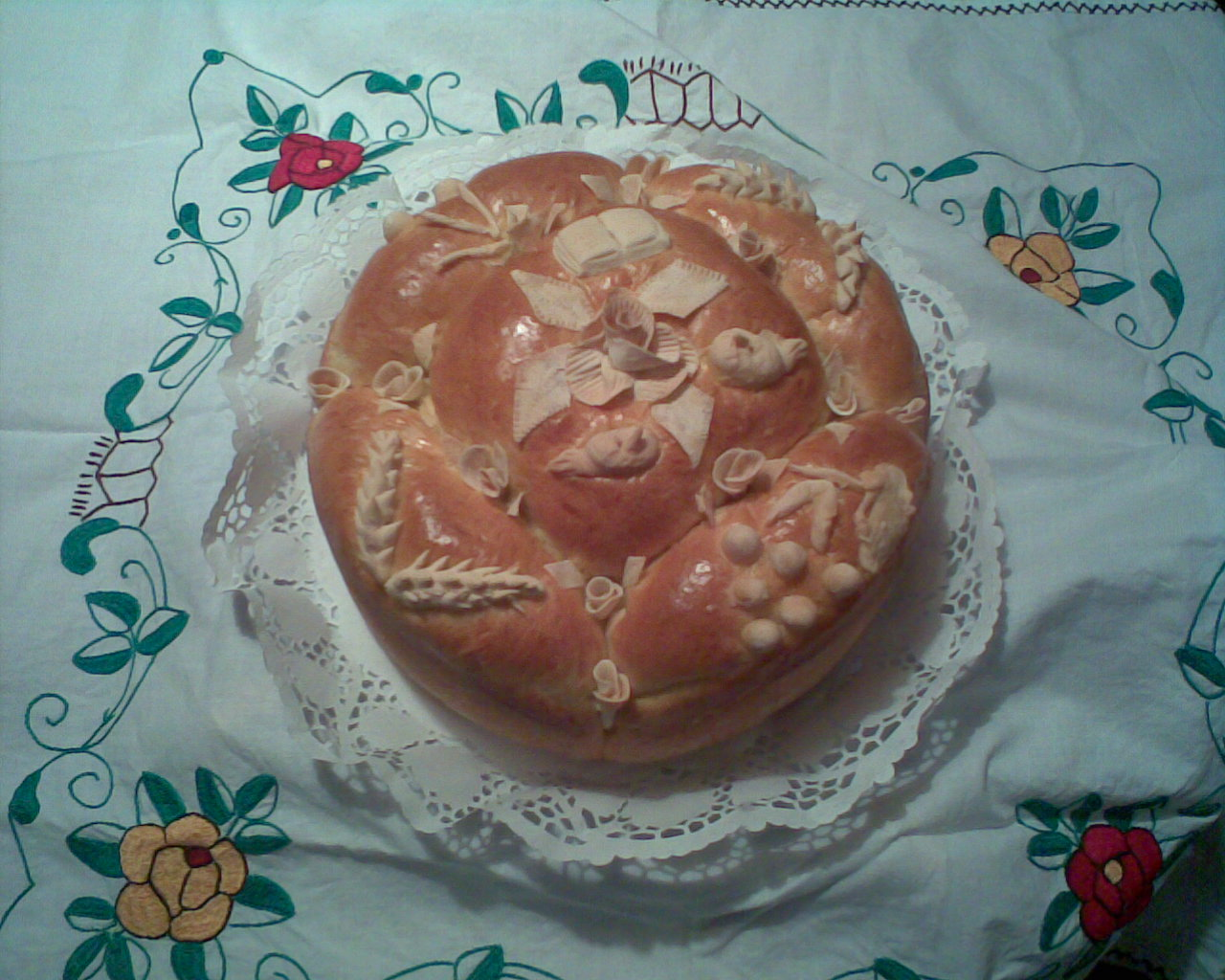
Slavski Kolač

Auch der Begriff ‚Kolač‘ in den Sprachen des Balkans ist nicht deckungsgleich mit der tschechischen und der polnischen Kolatsche. Kolač bedeutet wie auch im Tschechischen und Polnischen allgemein Kuchen, sodass die begriffliche Abtrennung eines spezifischen süßen Gebäcks hier sehr schwierig ist. Ein spezifisches Gebäck, das an die oben beschriebenen begrifflich und inhaltlich anschließt, ist der Slavski Kolač. Er besteht aus süßem Hefeteig mit Öl und Ei, der mehr oder weniger zu Zöpfen geflochten und in einer runden Form gebacken wird. Vielfach wird er an der Oberseite mit weiteren Teigzöpfen und Dekorationen mit symbolischer Bedeutung (Blumen, Zweige, Blätter, Vögel, Weintrauben, religiöse Symbole) verziert, die teilweise aus einem härteren Teig aus Wasser und Mehl hergestellt werden.
Der Slavski Kolač ist fest in das Ritual der Slava eingebunden, eines christlich orthodoxen Familienfestes, das zu Ehren des Familien-Schutzheiligen gefeiert wird. Der Slavski Kolač wird am Vorabend der Slava von der Frau des Hauses zubereitet, bei Vorhandensein mit etwas Weihwasser, und in der Kirche gesegnet. Der Kolač wird am nächsten Tag noch einmal vom Priester geweiht und nach weiteren Zeremonien zusammen mit anderen rituell bedeutsamen Speisen gegessen.
Über den Slavski Kolač gibt es ein gleichnamiges Lied von der serbischen Sängerin Nada Topčagić aus dem Jahr 1996.

## Colacul und Kloatsch in Rumänien und der Republik Moldau

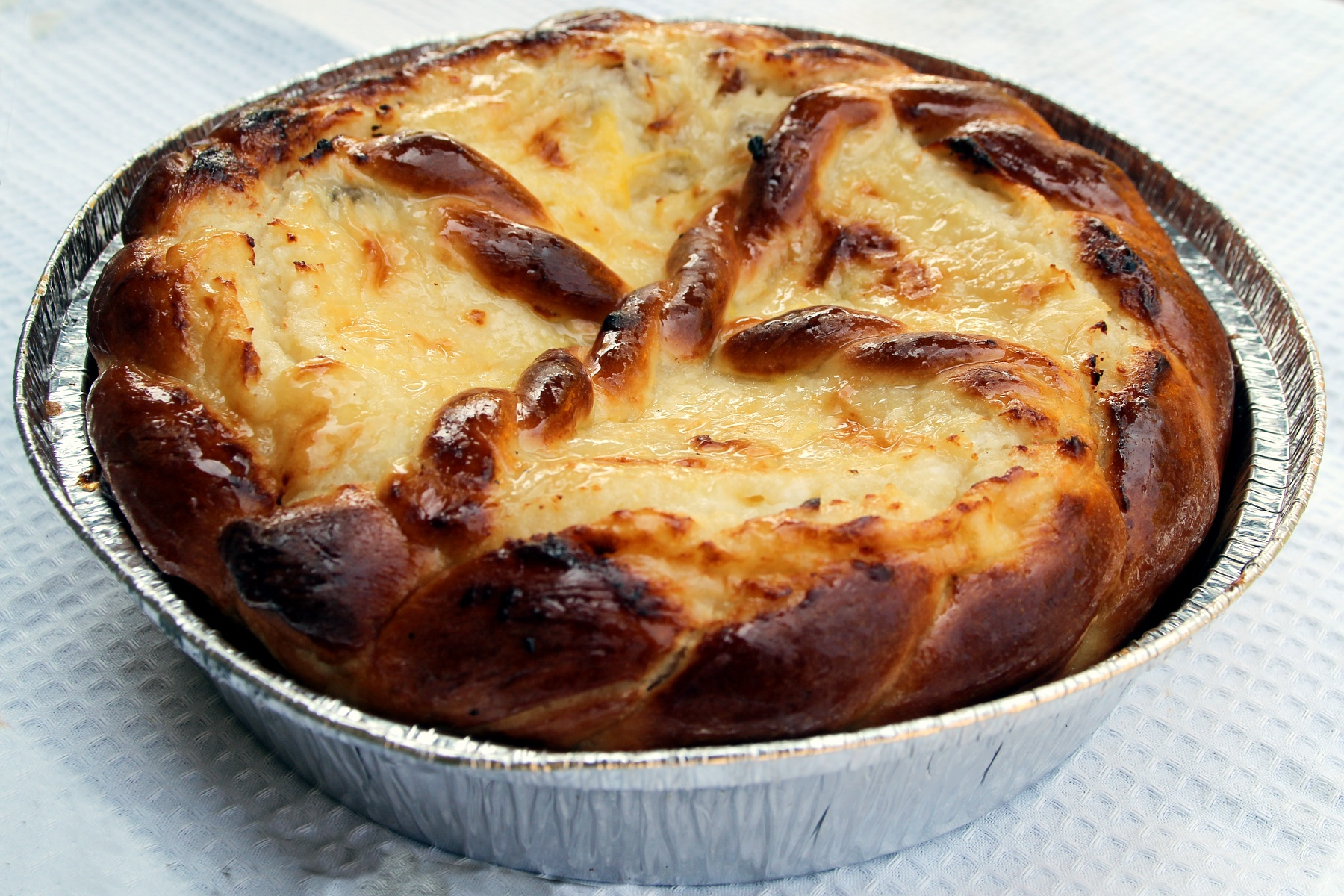
Rumänische Pască

Auch der siebenbürgische Klo:tsch oder Kloatsch hat eine Bedeutung als Hochzeitskuchen.
In Rumänien und der Republik Moldau gibt es den Colacul oder Colac (die Endung -ul ist im Rumänischen nur der männliche bestimmte Artikel), einen ringförmigen süßen Hefezopf mit symbolhafter Bedeutung und mit Anwendung in Ritualen.
Bei Hochzeiten spielt der zopfförmige, mit Blumen verzierte und ohne Form gebackene Colac aus süßem Hefeteig eine rituelle Rolle als Geschenk an das Brautpaar.
Am 30. November, dem Tag des Heiligen Andreas (Sfântul Andrei), treffen sich unverheiratete Mädchen und backen sich jeweils einen Colac de Andrei. Ausgekühlt setzen sie eine Knoblauchzehe obendrauf und nehmen ihn mit nach Hause. Wenn die Knoblauchzehe auszutreiben beginnt, wird das als glückbringendes Zeichen betrachtet.
Zu Ostern wird die Pască gebacken, ebenfalls ein ringförmiger Zopf aus süßem Hefeteig, der speziell an diesem Feiertag hergestellt wird. Dieser ist aber in der Mitte gefüllt mit einer Frischkäsezubereitung aus Urdă, Rosinen und Zucker.